# Фредрикстадский мост
Фредрикстадский мост (норв. Fredrikstadbrua) — автомобильный мост через реку Гломма в городе Фредрикстад, Норвегия. Является частью дороги № 110 (Riksvei 110), соединяет западную и восточную части города. В среднем за сутки через мост проезжает 32 000 автомобилей. Центральный арочный пролёт величиной 196 м — наибольший среди мостов такой конструкции в Норвегии. Является одним из символов Фредрикстадa, из-за своего внешнего вида мост также носит название «Серебряный мост» (норв. Sølvbrua). В 2008 г. мост и круглая площадь на восточном берегу реки были внесены в список памятников культурного наследия Норвегии.

## История

Монтаж металлоконструкций арки моста

Вопрос строительства постоянного моста через реку Гломма начал обсуждаться в 1920-х гг. В 1925 г. городской совет создал экспертную комиссию по строительству моста. Был составлен проект разводного моста в 200 м от существующей паромной переправы, но из-за войны работы были остановлены. В октябре 1953 г. городской совет Фредрикстада одобрил проект строительства постоянного моста через реку Гломма в 650 м выше существовавшей паромной переправы. Проект был разработан Sivilingeniør Elliot Strømme AS и Chr.Ostenfeld & W.Jønson.
Строительство осуществляли норвежская компания F.Selmer AS и немецкая компания Stahlbau Eggers (металлическое пролётное строение). Сооружение опор началось весной 1954 г., бетонирование велось с использованием скользящей опалубки. Из-за проблемы с возведением опоры на западной стороне реки центральный пролёт был увеличен со 180 до 196 м, опоры на восточной стороне были усилены. Монтаж металлоконструкций моста начался весной 1956 года, металлоконструкции собирались на месте, для монтажа арки использовался плавучий кран из Осло. Торжественное открытие моста состоялось 18 августа 1957 года в присутствии кронпринца Улафа V.
В марте 2004 г. для предотвращения случаев самоубийств на мосту было установлено дополнительное повышенное перильное ограждение. В 2016 г. начат ремонт моста, который включает в себя ремонт стальных и железобетонных конструкций моста, замену перильного и барьерного ограждений, шумозащитных экранов, устройство новых тротуаров и велосипедных дорожек, замену асфальтобетонного покрытия проезжей части, ремонт водоотвода.

## Конструкция
Мост имеет 23 пролёта, центральный пролёт арочный металлический величиной 196 м — наибольший среди мостов такой конструкции в Норвегии. Русловая часть моста выполнена в виде металлической арки с ездой посередине, боковые пролёты — железобетонные балочные. Расстояние от низа пролётного строения до воды — 39,5 м. Стрела подъёма арки над рекой — 69 м, расстояние между арками — 14 м. Пяты арок находятся на 5 м выше уровня воды. Проезжая часть частично оперта и частично подвешена к аркам. Общий вес металлоконструкций составляет 1100 т. Опоры моста железобетонные, на свайном основании. Общая длина моста составляет 824 м, ширина моста — 13,4 м, включая 2 тротуара по 1,5 м.